# Wolfram Euler
Wolfram Euler (* 5. Mai 1950) ist ein deutscher Sprachwissenschaftler und Indogermanist.

## Arbeitsgebiete
Euler wurde 1979 bei Rolf Hiersche in Gießen promoviert mit einer Dissertation über indoiranisch-griechische Gemeinsamkeiten der Nominalbildung. Diese Arbeit trug dazu bei, das Griechische trotz seiner geographischen Lage als Teil der ursprünglich östlichen Gruppe der indogermanischen Sprachen zu identifizieren. Es folgten lexikalische Untersuchungen bei dem Innsbrucker Keltologen Wolfgang Meid. Euler war danach neben seiner Berufstätigkeit als Angestellter in der kirchlichen Immobilienverwaltung als Privatgelehrter tätig, außerdem nimmt er Lehraufträge an der Ludwig-Maximilians-Universität München wahr, zuletzt (Wintersemester 2023/24) im Fach Litauisch.
In seinen inzwischen über 85 Veröffentlichungen hat Euler die meisten Gebiete der Indogermanistik bearbeitet. Schwerpunkte sind die Baltistik, Indoiranistik, Iranistik, Gräzistik, Romanistik und in den letzten Jahren die Germanistik.

## Stellung zu strittigen Fragen
Euler unterstützt die von dem Wiener Indogermanisten Georg Holzer ab 1995 entwickelte Theorie über Lautstand und Entwicklung des Protoslawischen ab etwa 600 n. Chr. Darüber hinaus lehnt er eine gemeinsame Baltoslawische Vorstufe des Baltischen und Slawischen ab; diese seien bereits früh getrennt gewesen und hätten sich dann nur gegenseitig beeinflusst.
In der (nicht mehr ganz aktuellen) Debatte um die sogenannte germanische „Urheimat“ übernimmt Euler die bereits von Gottfried Wilhelm Leibniz und heute von Jürgen Udolph vertretene Position, dass sich die germanischen Sprachen bzw. ihre Vorläufer nicht im Süden Skandinaviens herausgebildet hätten, sondern ausweislich der Hydronyme im Gebiet des Harzes, also dem heutigen südlichen Niedersachsen, Sachsen-Anhalt und Thüringen entstanden seien.
Entschieden lehnt Euler auch die Auffassung vieler Linguisten ab, dass viele Sonderentwicklungen im Germanischen auf ein unterliegendes Substrat, also Eigenheiten der vorgermanischen Sprecher, zurückzuführen seien.

## Sonstiges
Wolfram Euler ist ein entfernter Verwandter des Mathematikers Leonhard Euler (1707–1783). Er lebt in München, ist verheiratet und Vater eines Sohnes.

## Werke (Auswahl)
- Indoiranisch-griechische Gemeinsamkeiten der Nominalbildung und deren indogermanische Grundlagen = Indoiranisch-griechische Nominalbildung (= Innsbrucker Beiträge zur Sprachwissenschaft. Vorträge und kleinere Schriften. Bd. 30). Institut für Sprachwissenschaft der Universität Innsbruck, Innsbruck 1979, ISBN 3-85124-550-4 (Zugleich: Gießen, Universität, Dissertation, 1978).
- Indogermanische Wortschatzstudien. Körperteilbenennungen in den ältesten Bibelfassungen indogermanischer Sprachen. Innsbruck 1984 (Innsbruck, Universität, Habilitations-Schrift, 1984).
- Das Altpreußische als Volkssprache im Kreise der indogermanischen und baltischen Sprachen (= Innsbrucker Beiträge zur Sprachwissenschaft. Vorträge und kleinere Schriften. Bd. 39). Institut für Sprachwissenschaft der der Universität Innsbruck, Innsbruck 1988, ISBN 3-85124-595-4.
- Modale Aoristbildungen und ihre Relikte in den alteuropäischen Sprachen (= Innsbrucker Beiträge zur Sprachwissenschaft. Vorträge und kleinere Schriften. Bd. 55). Institut für Sprachwissenschaft der der Universität Innsbruck, Innsbruck 1992, ISBN 3-85124-630-6.
- Die Herausbildung von Übergangsdialekten und Sprachgrenzen. Überlegungen am Beispiel des Westgermanischen und Nordischen (= Innsbrucker Beiträge zur Sprachwissenschaft. Vorträge und kleinere Schriften. Bd. 73). Institut für Sprachwissenschaft der der Universität Innsbruck, Innsbruck 2003, ISBN 3-85124-687-X.
- Vom Vulgärlatein zu den romanischen Einzelsprachen. Überlegungen zur Aufgliederung von Protosprachen (= Studia interdisciplinaria Aenipontana. Bd. 6). Praesens-Verlag, Wien 2005, ISBN 3-7069-0362-8.
- mit Konrad Badenheuer: Sprache und Herkunft der Germanen. Abriss des Protogermanischen vor der Ersten Lautverschiebung.  240 S., Verlag Inspiration Un Ltd., London/Hamburg 2009, ISBN 978-3-9812110-1-6.
- Das Westgermanische – von der Herausbildung im 3. bis zur Aufgliederung im 7. Jahrhundert – Analyse und Rekonstruktion. 244 S., Verlag Inspiration Un Limited, London/Berlin 2013, ISBN 978-3-9812110-7-8.
- mit Konrad Badenheuer: Sprache und Herkunft der Germanen. Abriss des Frühurgermanischen vor der Ersten Lautverschiebung. 271 S., Verlag Inspiration Un Ltd., erweiterte u. aktualisierte 2. Auflage, London/Berlin 2021, ISBN 978-3-945127-27-8.
- Das Westgermanische – von der Herausbildung im 3. bis zur Aufgliederung im 7. Jahrhundert – Analyse und Rekonstruktion. 268 S., Verlag Inspiration Unlimited, erweiterte und aktualisierte 2. Auflage, Berlin 2022, ISBN 978-3-945127-41-4.
- Flexionsklassenwechsel entlehnter Substantive in älteren und konservativen indogermanischen Sprachen, 140 Seiten, Verlag Inspiration Unlimited, Berlin 2022, ISBN 978-3-945127-43-8.
- Frühgermanische Studien. Überlegungen zur Entwicklung von Grammatik und Wortschatz im ältesten Germanischen, 158 Seiten, Verlag Inspiration Unlimited, Berlin 2023, ISBN 978-3-945127-46-9.
- Indogermanische Studien – Überlegungen zu Grammatik und Wortschatz, 248 S., Verlag Inspiration Unlimited, Berlin 2024, ISBN 978-3-945127-47-6.